# Campionato europeo femminile di pallacanestro Under-16 2003
Il Campionato europeo femminile di pallacanestro Under-16 2003 (noto anche come FIBA EuroBasket Women Under-16 2003) si è svolto in Turchia, a Nevşehir.

## Classifica finale
| Campione d'Europa | Campione d'Europa | Campione d'Europa |
| ----------------- | ----------------- | ----------------- |
| Jugoslavia        |                   |                   |
| Argento           | Bielorussia       |                   |
| Bronzo            | Ucraina           |                   |
| 4.                | Spagna            |                   |
| 5.                | Francia           |                   |
| 6.                | Russia            |                   |
| 7.                | Rep. Ceca         |                   |
| 8.                | Croazia           |                   |
| 9.                | Germania          |                   |
| 10.               | Italia            |                   |
| 11.               | Turchia           |                   |
| 12.               | Grecia            |                   |